# Together We Are One
"Together We Are One" is een pop track geschreven door Guy Chambers, Delta Goodrem en Brian McFadden, geproduceerd Guy Chambers en Richard Flack voor het album Commonwealth Games: Melbourne 2006 Opening Ceremony.

## Achtergrond
Het lied is een anthem voor de atleten die hard werken om te komen waar ze nu zijn. De track was als voor het eerst opgetreden tijdens de opening ceremonie van de 2006 Gemenebestspelen die dat jaar in Australië werd gehouden. Later, voornamelijk door druk van fans, werd het uitgebracht als single. Tijdens het opening's lied van voor een liveshow van American Idol werd het lied gezongen door de laatste 5 deelnemers van seizoen 5. In de video is gebruikgemaakt van Goodrem's optreden tijdens de openingsceremonie en de sportprestatie van Australië tijdens de Commonwealth Games.

## Chart performance
"Together We Are One" debuteerde op de tweede plek in the ARIA charts. De single spendeerde drie weken in de top 5 maar bereikte niet de nummer één positie. In de derde week van het chart optreden kreeg de single de gouden status voor het verkopen van 35,000 singles.

## Tracklisting
Australische single
1. "Together We Are One" — 4:14
2. "Fragile" (live bij de Visualise Tour 2005) — 3:30
3. "Last Night on Earth" (live bij de Visualise Tour 2005) — 4:21
4. "Together We Are One" (Celebration remix) — 4:14 — iTunes bonus track

## Charts
| Chart (2006)                              | Hoogste positie | Certificatie   |
| ----------------------------------------- | --------------- | -------------- |
| Australische Singles Chart                | 2               | Gold (35,000+) |
| Einde Jaars Lijst (2006)                  | Hoogste positie | Certificatie   |
| Australische Singles Chart                | 41              | Gold (35,000+) |
| Australische Physical Chart               | 31              | Gold (35,000+) |
| Australische Australische Artiesten Chart | 9               | Gold (35,000+) |